# Список портретистов Испании

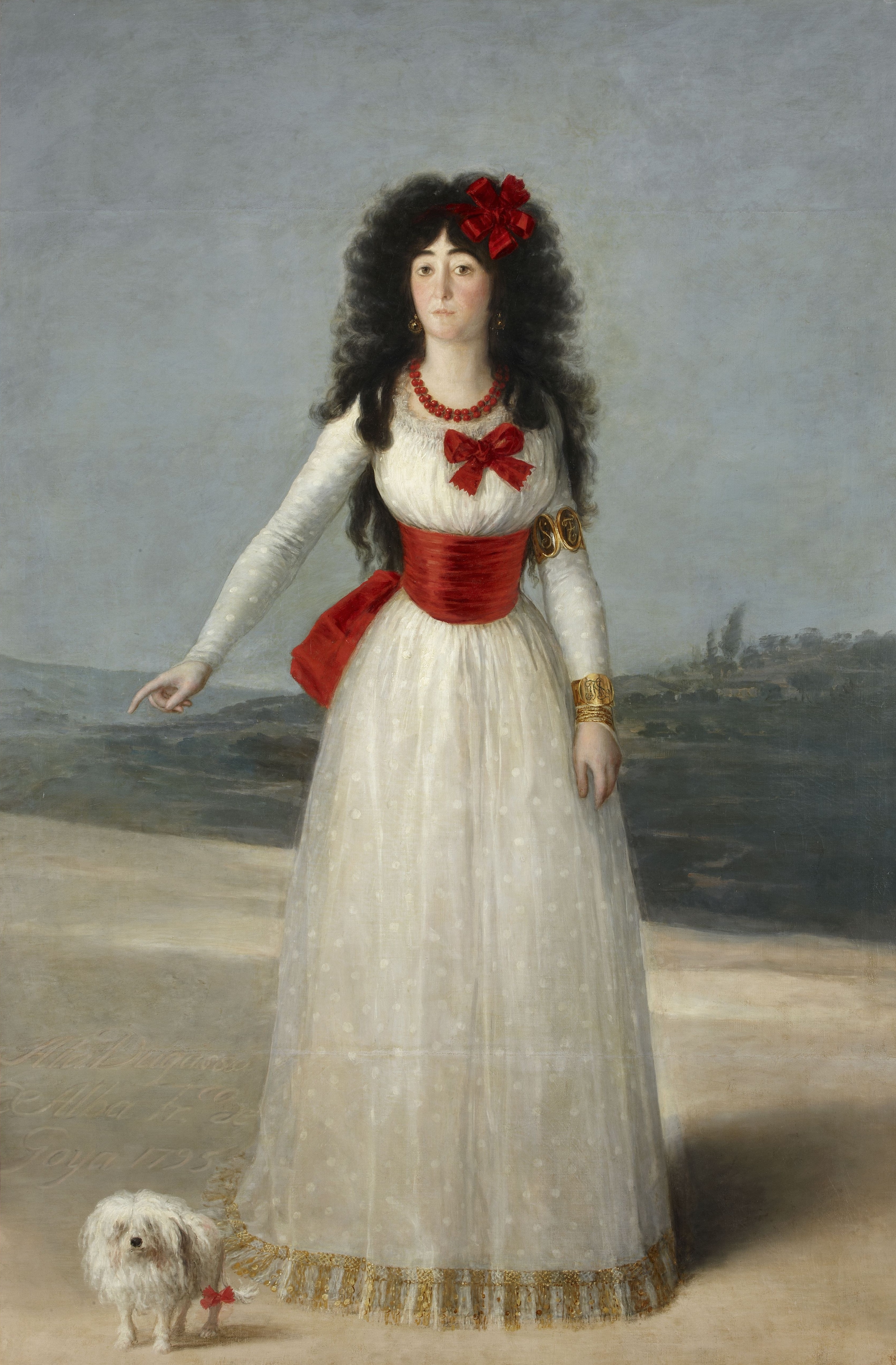
Гойя. Портрет герцогини Альба

Список портретистов Испании включает испанских художников, работавших в портретном жанре, а также приглашенных иностранных мастеров, работавших при дворе королей Испании и создававших портреты по их заказу. Иностранные художники обозначены флагом, придворные портретисты — короной.

## Список

### Средневековье и Ренессанс
- Фернандо де Льянос (Мастер алтаря Сфорца) — (1480—1510) — проживавший в Ломбардии испанский художник эпохи Возрождения.
- Хуан Фландес (1460—1519), родом из Фландрии, придворный портретист королевы Изабеллы Кастильской
- Антонио дель Ринкон (исп. Antonio del Rincón), аналогично
- Тициан, создавал портреты королевской семьи по заказу Карла V
- Педро де Кампанья

### Золотой век
- Антонис Мор, голландский живописец, работавший при дворе Филиппа II
- Софонисба Ангиссола, итальянская художница, работала при дворе Филиппа II
- Алонсо Санчес Коэльо, аналогично
- Хуан Гомес (Juan Gómez), аналогично
- Эль Греко, оставил множество портретов аристократии г. Толедо
- Хуан Пантоха де ла Крус
- Бартоломе Гонсалес
- Эухенио Кахес
- Родриго де Вильяндрандо
- Франсиско Пачеко
- Диего Веласкес , придворный портретист Филиппа IV
- Рубенс
- Хуан Пареха
- Хуан Баутиста Мартинес дель Масо
- Хуан Карреньо де Миранда, придворный портретист Карлоса II
- Клаудио Коэльо, аналогично
- Рибера, Хосе де — в основном работал в жанре религиозной живописи, но оставил несколько портретов
- Сурбаран, аналогично
- Мурильо, аналогично
- Хосе Антолинес
- Франсиско Рибальта

### Эпоха испанских Бурбонов
- Гиацинт Риго
- Мишель Ванлоо
- Жан Ранк  — при дворе Филиппа V
- Уасс, Мишель-Анж – аналогично
- Хосе Гарсиа Идальго (исп. José García Hidalgo) — аналогично
- Мигель Хасинто Мелендес — аналогично
- Антон Рафаэль Менгс
- Антонио Карнисеро
- Мариано Сальвадор Маэлья
- Луис Парет (1746-1799)

### Конец XVIII—XIX век
- Франсиско Байеу
- Гойя
- Висенте Лопес Портанья
- Хосе Мадрасо
- Федерико де Мадрасо-и-Кунц, сын предыдущего
- Раймундо де Мадрасо-и-Гаррета, сын предыдущего
- Хоакин Соролья
- Антонио Мария Эскивель
- Хосе Балака
- Антонио Лекуона (исп. Antonio Lecuona) — придворный художник Карлоса VI — претендента
- Игнасио Сулоага-и-Сабалета
- Мариано Фортуни
- Валентин Кардера (исп. Valentín Carderera) — при дворе Изабеллы II
- Даниэль Васкес Диас (1882—1969)

### Современное искусство
- Пабло Пикассо
- Хуан Грис
- Хуан Миро
- Сальвадор Дали